# Гарріс (Канзас)
Гарріс (англ. Harris) — переписна місцевість (CDP) в США, в окрузі Андерсон штату Канзас. Населення — 47 осіб (2020).

## Географія
Гарріс розташований за координатами 38°19′16″ пн. ш. 95°26′56″ зх. д. / 38.32111° пн. ш. 95.44889° зх. д. (38.321150, -95.448756).  За даними Бюро перепису населення США в 2010 році переписна місцевість мала площу 0,94 км², з яких 0,92 км² — суходіл та 0,02 км² — водойми.

## Демографія
Згідно з переписом 2010 року, у переписній місцевості мешкала 51 особа в 21 домогосподарстві у складі 13 родин. Густота населення становила 54 особи/км².  Було 26 помешкань (28/км²).
Расовий склад населення:
| - 100,0 % — білих |

До двох чи більше рас належало 0,0 %. Частка іспаномовних становила 5,9 % від усіх жителів.
За віковим діапазоном населення розподілялося таким чином: 29,4 % — особи молодші 18 років, 54,9 % — особи у віці 18—64 років, 15,7 % — особи у віці 65 років та старші. Медіана віку мешканця становила 38,8 року. На 100 осіб жіночої статі у переписній місцевості припадало 104,0 чоловіків;  на 100 жінок у віці від 18 років та старших — 71,4 чоловіків також старших 18 років.
Цивільне працевлаштоване населення становило 0 осіб. 